# Coenosia cryptica
Coenosia cryptica är en tvåvingeart som beskrevs av Paterson 1956. Coenosia cryptica ingår i släktet Coenosia och familjen husflugor.
Artens utbredningsområde är Tanzania. Inga underarter finns listade i Catalogue of Life.